# Pohár T. G. Masaryka

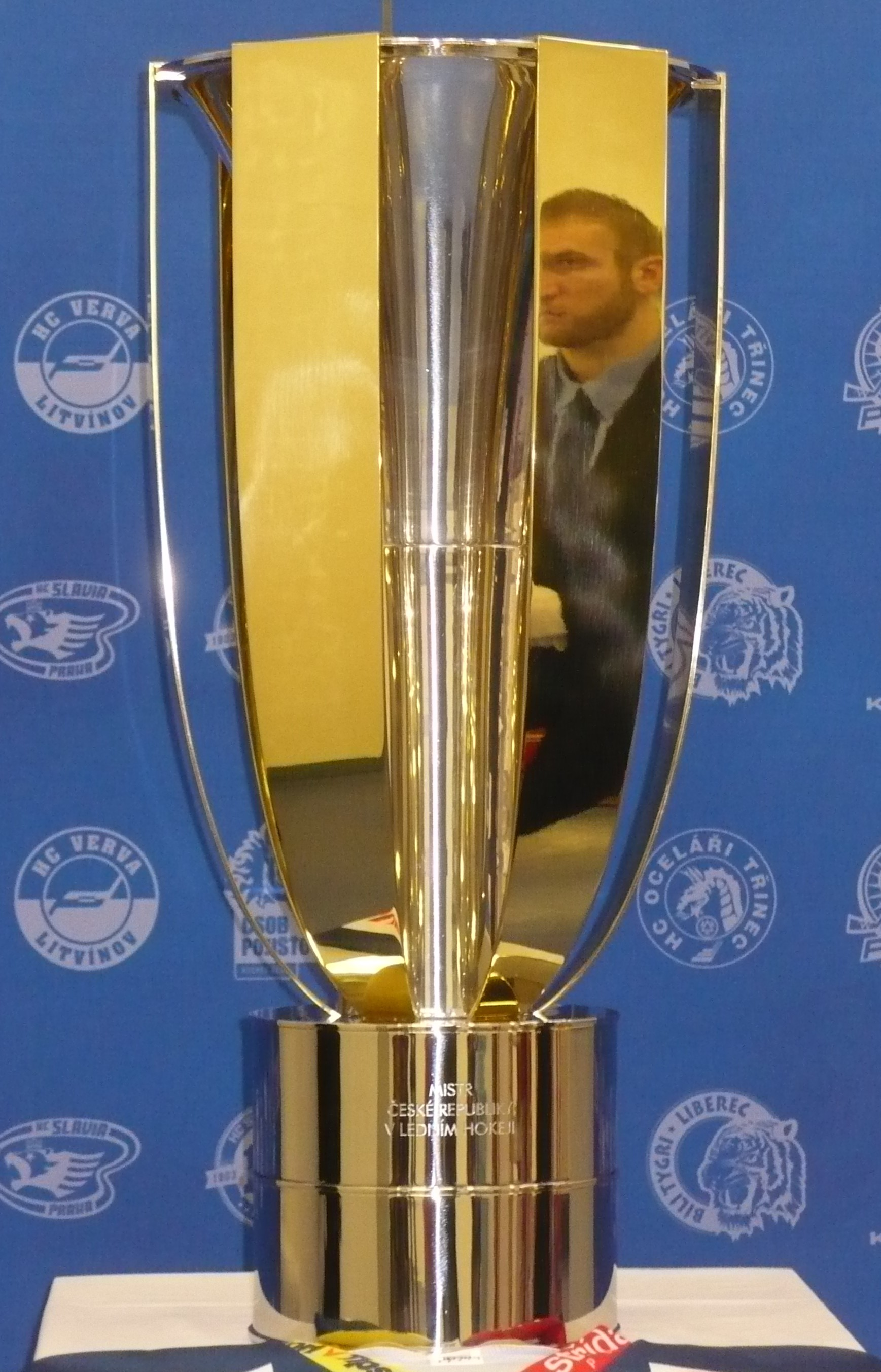
Pohár T. G. Masaryka

Pohár T. G. Masaryka je putovní pohár pro mistra České republiky v ledním hokeji udělovaný od sezony 2013/14. Pohár získá vítěz play-off Tipsport extraligy a je udělován Českým svazem ledního hokeje. Je pojmenován po 1. československém prezidentovi Tomáši G. Masarykovi.

## Fakta
Pohár je 73,8 cm vysoký a váží 15 kg. Je složený ze 116 součástek, tvoří ho pozlacená vnější část, vnitřní lehčený stříbrný plášť a základna z leštěné nerezové oceli.

## Držitelé
| Sezóna                                        | Klub                                           | Na zápasy                                      | Finalista                                      |
| předchůdce Mistr České republiky Tipsport ELH | předchůdce Mistr České republiky Tipsport ELH  | předchůdce Mistr České republiky Tipsport ELH  | předchůdce Mistr České republiky Tipsport ELH  |
| --------------------------------------------- | ---------------------------------------------- | ---------------------------------------------- | ---------------------------------------------- |
| 2013/2014                                     | PSG Berani Zlín                                | 4:1                                            | HC Kometa Brno                                 |
| 2014/2015                                     | HC Verva Litvínov                              | 4:3                                            | HC Oceláři Třinec                              |
| 2015/2016                                     | Bílí Tygři Liberec                             | 4:2                                            | HC Sparta Praha                                |
| 2016/2017                                     | HC Kometa Brno                                 | 4:0                                            | Bílí Tygři Liberec                             |
| 2017/2018                                     | HC Kometa Brno                                 | 4:1                                            | HC Oceláři Třinec                              |
| 2018/2019                                     | HC Oceláři Třinec                              | 4:2                                            | Bílí Tygři Liberec                             |
| 2019/2020                                     | z důvodu pandemie covidu-19 titul nebyl udělen | z důvodu pandemie covidu-19 titul nebyl udělen | z důvodu pandemie covidu-19 titul nebyl udělen |
| 2020/2021                                     | HC Oceláři Třinec                              | 4:1                                            | Bílí Tygři Liberec                             |
| 2021/2022                                     | HC Oceláři Třinec                              | 4:2                                            | HC Sparta Praha                                |
| 2022/2023                                     | HC Oceláři Třinec                              | 4:2                                            | Mountfield HK                                  |
| 2023/2024                                     | HC Oceláři Třinec                              | 4:3                                            | HC Dynamo Pardubice                            |
| 2024/2025                                     | HC Kometa Brno                                 | 4:3                                            | HC Dynamo Pardubice                            |